# Брезниця (Словаччина)
Брезніца (словац. Breznica) — село, громада в окрузі Стропков, Пряшівський край, Словаччина. Розташоване в північно-східній частині країни, за 5 км на південь від Стропкова, центра округи (автошлях 15). Кадастрова площа громади — 9,93 км². Протікає річка Войтовець.
Вперше згадується 1404 року.

## Географія
Висота над рівнем моря середня — 175 м, у межах території громади — від 160 до 350 м.
Розташоване в Низьких Бескидах в долині р. Ондави при вливанні в неї
потока Войтовец (potok Vojtovec).

## Населення
| Рік:            | 1993 | 2003     | 2013    | 2023    |
| --------------- | ---- | -------- | ------- | ------- |
| Кількість осіб: | 649  | 716      | 787     | 848     |
| Різниця:        |      | +10,32 % | +9,91 % | +7,75 % |

| Рік:            | 2022 | 2023    |
| --------------- | ---- | ------- |
| Кількість осіб: | 845  | 848     |
| Різниця:        |      | +0,35 % |

В селі проживає 725 осіб.
Національний склад населення (за даними останнього перепису населення — 2001 року):
- словаки — 98,87 %
- українці — 0,56 %
- чехи — 0,42 %
- русини — 0,14 %

Склад населення за приналежністю до релігії станом на 2001 рік:
- римо-католики — 87,17 %,
- греко-католики — 10,30 %,
- православні — 0,99 %,
- евангєліки — 0,85 %,
- не вважають себе віруючими або не належать до жодної вищезгаданої церкви: 0,70 %.

## Пам'ятки
У селі є римо-католицький костел святого Йосифа, обручника (жениха) Діви Марії з 1763 року в стилі пізнього бароко, з 1988 року національна культурна пам'ятка, та каплиця в стилі класицизму.